# Hofvallen
Hofvallen är en idrottsplats för fotboll och friidrott i Östersund. 
Anläggningen invigdes 1917, och byggdes om till dagens utseende 1936.
Det var på Hofvallen som Gunder Hägg fick sitt stora genombrott när han i mitten 1930-talet debuterade som löpare och vann ett flertal lopp. Hägg slog även världsrekordet på 2 000 meter på Hofvallen 1942. Idag är Hofvallen hemmaarena för fotbollsklubben IFK Östersund och friidrottsklubben Östersund GIF. Hofvallen var även hemmaarena för Östersunds FK, innan Jämtkraft Arena invigdes. 
Publikrekordet för fotboll på Hofvallen är från 1954 då 7 680 (egentligen 8 255) personer såg Sverige–Finland 5–3 i en B-landskamp. IFK Östersunds publikrekord i fotboll mätte drygt 6 000 personer mot brasilianska CR Vasco da Gama (0–11) 1959, och i ligaspel 5 355 åskådare mot Marma IF 1957. Det lokala fotbollslaget Ope IF mötte även Manchester City (0–8) inför 5 500 åskådare på Hofvallen 1972 i en träningsmatch, samma år som Ope IF gick upp i dåtidens andradivision.